# Lubin Mauduyt

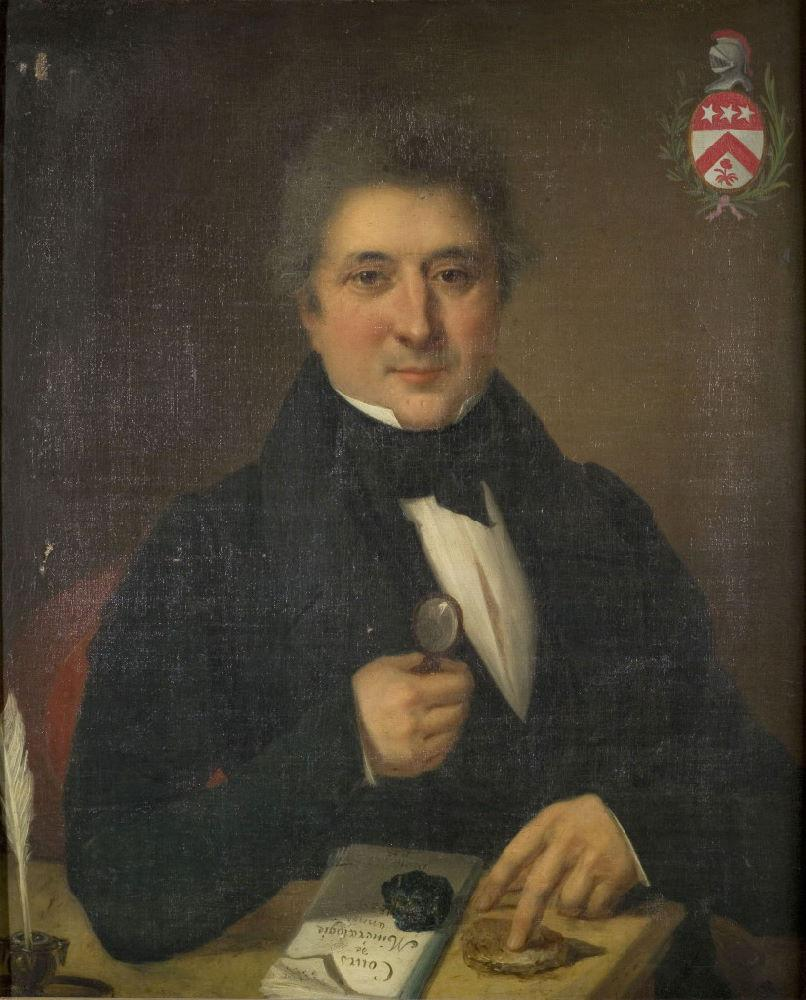

Lubin Mauduyt (* 3. Januar 1782 in Poitiers; † 18. Juni 1870 ebenda) war ein französischer Naturforscher und Dialektologe des Poitou. Seine Interessen reichten von der Kunst und Sprache und Geschichte des Poitou über die Landwirtschaft bis zur Botanik, Ornithologie und Mineralogie. 
Politisch ein überzeugter Bonapartist wurde er Stadtverordneter von Gençay sowie Professor und dann Direktor des Naturhistorischen Instituts in Poitiers.

## Leben und Werk
Lubin Mauduyt de la Grève wurde am 3. Januar 1782 in Poitiers geboren. Sein Vater, Pierre Mauduyt de la Grève, war Anwalt in der Anwaltskammer von Poitier und Seneschall des Vicomte von Gençay. Seine Mutter, Anne Suzanne Babinet de La Cour, entstammte ebenfalls einer bedeutenden Familie. Lubins hatte eine Schwester, die 10 Jahre ältere Anne Suzanne Mauduyt. 
Im Alter von 23 Jahren heiratete er am 26. November 1805 die drei Jahre jüngere Marie Aglaé Beauvisage de Montégu, Tochter des Kantonspresidenten Ambroise Jacques Beauvisage de Montégu. Nach 14 Jahren Ehe wurde am 9. März 1819 sein einziges Kind Pierre Joseph Theolinde Mauduyt in Gençay geboren. 
Im gleichen Jahr, am 2. Oktober 1819 wurde er per Erlass des Prefekten des Département Vienne, Baron De La Rochette, zum Stadtverordneten der Gemeinde Gençay ernannt. 
1834 wurde er Gründungsmitglied der Société des antiquaires de l’Ouest (SAO) und von 1839 bis 1864 war er Kustus des naturgeschichtlichen Museums und des Stadtmuseums von Poitiers. 
1825 beendete er sein über 17 Jahre zusammengetragenes Vocabulaire poitevin mit über 4000 Begriffen des Dialekts seiner Heimat. Es wurde erst 1994 publiziert. In der Zeit von 1828 bis 1863 verfasste er zahllose Abhandlungen zu verschiedensten Themen. Über den „Teufelsstein“, einer Ablagerung stinkender Kalke („Pierre qui pue“) unweit der Kirche Saint-Hilaire-de-Poitiers schrieb er ebenso wie über die Aufzucht von Rothünern oder die Schlösser und Monumente seiner Umgebung. Er verfasste einen Katalog der örtlichen Flora (L’herbier de la région de Gençay), der Vögel der Region (Tableau méthodique des oiseaux, tant sédentaires que de passage épisodique ou accidentel, observés  jusqu’à  présent dans le département de la Vienne. 1840, F.A. Saurin, 104 p.), erstellte 1846 den Catalogue général du cabinet d’histoire naturelle de la ville de Poitiers. und entdeckte das Mineral Montmorillonit («Un mot sur un morceau de quartz d’une variété particulière, ainsi que sur une substance minérale trouvée dans le département de la Vienne.»).
Am 18. Juni 1870 verstarb er in seinem Domizil in Poitier. Ein Gemälde von ihm, angefertigt vom Maler André Deschamps, befindet sich im Museum von Poitiers.

## Werke
- Le „Vocabulaire poitevin“ (1808–1825) de Lubin Mauduyt, hrsg. von Pierre Rézeau, Tübingen 1994 (Beihefte zur Zeitschrift für romanische Philologie 256; 368 Seiten)